# Museo regional de Historia Local de Mykolaiv
El museo regional de Historia Local de Mykolaiv (en ucraniano: Миколаївський обласний краєзнавчий музей, lit. 'Museo regional de la tradición local de Mykolaiv') también conocido sencillamente como museo Mykolaiv o museo de Mykolaiv (en ucraniano: Миколаївський музей, lit. 'Museo de Mykolaiv') es un museo de tipo regional que guarda la mayor colección de materiales y documentos sobre historia, cultura, nativos y diversas personalidades de Pribuzhzhya meridional, una región divisoria histórica del pueblo ucraniano, actualmente comparable a la óblast de Nicolaiev y de la propia ciudad de Mykolaiv.
Además, el museo de Mykoliv es considerado uno de los más antiguos de Ucrania, habiendo sido fundado además por iniciativa privada de ucranianos étnicos, pues el museo vio la luz en 1913 por iniciativa del abogado, arqueólogo e historiador local natural de Poltava y entonces político regional, Serguéi Ivánovich Gaiduchenko, que inauguró el Museo Histórico y Arqueológico de la Ciudad Nikolaev (en ucraniano: Миколаївський міський історико-археологічний музей, en ruso: Николаевский естественно-исторический музей).

## Historia
La fecha de fundación del museo se sitúa en diciembre de 1913, cuando, por iniciativa del abogado Serguéi I. Gaiduchenko, miembro de la duma regional de la gobernación de Jersón como representante de Nikolaev, en el mismo uyezd que la capital gubernamental homónima, se abrió el Museo Histórico y Arqueológico de la Ciudad Nikolaev.
Antes de la citada fecha, se puede destacar un antecedente al museo como tal en la «colección de exhibiciones interesantes» (en ucraniano: збирання цікавих експонатів) que existía en la ciudad desde prácticamente la fundación de la misma en 1792. En septiembre de 1792, el marinero, comerciante y primer ciudadano de la ciudad, Mijaílo Leontievich Faleyev, envió un grupo de marineros a Olbia (entonces territorio en disputa reclamado por el Imperio otomano como parte del eyalato de Silistra y asumido por el Imperio ruso como parte de la gobernación de Jersón tras la absorción del Kanato de Crimea en la guerra ruso-turca) para «buscar antigüedades». En 1803, el Depósito de mapas del mar negro, dependiente localmente de la administración de Jersón, creó un gabinete de cosas raras con sede en la colección de exhibiciones interesantes. Se comenzaron a guardar modelos de barcos, más hallazgos arqueológicos de Olbia, Kerch y Feodosia así como colecciones de armas, ropa tradicional, medallas y otros artículos.
En 1856, con la derrota del Imperio ruso en la guerra de Crimea, se firmó el tratado de París de 1856 por el que, entre otras cosas, las instituciones navales adscritas a la Flota del Mar Negro disminuyeron considerablemente y, por tanto, también las instituciones asociadas a estas en Nikolaev. El «gabinete de cosas raras» fue una de las instituciones canceladas, por lo que las colecciones de objetos de valor se dejaron sin la debida atención y pasaron a distintos fondos y archivos repartidos por varias instituciones de la ciudad.
No fue hasta diciembre de 1913 que, tras una labor de recolección de objetos dispersos de las antiguas exhibiciones por parte de personalidades implicadas en la vida pública de la ciudad, se pudo abrir el primer museo propiamente dicho de la urbe bajo el nombre de Museo de Historia Natural. Su ubicación original fue la residencia privada de J. Zaslavski, uno de los implicados en la recuperación cuyo domicilio se encontraba en la esquina entre las calles del pequeño mar y el gran mar. La base de la exposición permanente del primer museo fue la colección de E. P. Frantsev, que durante algo más de3 40 años coleccionó objetos de zoología, botánica y mineralogía. Tras su muerte, los herederos donaron todo el museo en favor de la ciudad. El primer director del museo fue nombrado Serguéi I. Gaiduchenko. Los fondos del museo se repusieron significativamente con excavaciones en Olbia y otras colecciones privadas.
En 1920, el nombre del museo, que ahora albergaba más objetos arqueológicos que naturales, fue cambiado por el de Museo Histórico y Arqueológico de la Ciudad. de 1929 a 1936, el museo estuvo ubicado en el barracón del puerto y en la conocida como «Catedral del Almirantazgo» (la Iglesia del Santo Mártir Gregorio Magno de Armenia), más tarde se trasladó al número 1 de la calle de la ingeniería de la creación (en ucraniano: Створення Інженерна). Antes del comienzo de la guerra germano-soviética, el museo ya se había trasladado al número 32 de la calle de los decembristas.
Durante la Segunda Guerra Mundial (entre 1941 y 1944 concretamente), el museo fue destruido casi por completo. Sin embargo, su exposición funcionó durante la ocupación e incluso se creó y operó desde su sede un grupo partisano clandestino. En 1943, el museo recibió un edificio nuevo y más grande. Vivienda propia que recibió el director y cuidador del museo. En el museo renovado, las exposiciones comenzaron a celebrarse y se abrieron a los visitantes, el 75% de los cuales eran oficiales y soldados alemanes. Sin embargo, a finales de 1943, algunas de las exhibiciones arqueológicas fueron llevadas por los alemanes a Königsberg. Estas fueron las exhibiciones más valiosas que se consideran perdidas hasta la actualidad.
Después de la guerra, en 1950, a través de los esfuerzos de los ciudadanos y las autoridades de la ciudad, el museo fue restaurado como el Museo Regional de la Tradición Local. Desde la posguerra y hasta 2012, el museo se ubicó dentro de las paredes de una pequeña sala perteneciente a la iglesia de San José. Debido a esto, solo funcionaban dos salas de exposiciones. Las exhibiciones se almacenaron en condiciones extremadamente deplorables: hasta 400 objetos por metro cuadrado. Y esto a pesar del hecho de que la colección de objetos del museo continuó y anualmente los fondos del museo se repusieron en 3 y 4 mil piezas nuevas para su exhibición.
A principios del siglo XXI, se desarrolló un proyecto para crear un complejo museístico sobre la base de un monumento arquitectónico de importancia nacional: el barracón Staroflotski. Se planeó que la «Ciudad de los Museos» albergaría 9 museos diferentes. A finales de enero de 2012, se puso en funcionamiento el complejo museístico restaurado «Barracón Staroflotski». El área total del edificio restaurado es de 4 101,6 metros cuadrados.
El 28 de agosto de 2012, con la participación del entonces primer ministro, Mikola Azárov, se reinauguró el museo regional de la historia local sobre la base del monumento de importancia nacional «Barracón Staroflotski». Después de la puesta en marcha de solo la primera etapa del barracón Staroflotski, el área de exposición del museo de historia local será aumentado en 30 veces su tamaño original. Para 2020, el museo ya contaba con 21 salas de diseño moderno, aire acondicionado central e iluminación especial, una acogedora cafetería, un patio de juegos y sistema música ambiental por megafonía.

## Estructura y fondos
En el edificio principal del Museo Mykolaiv de historia local (ubicado en la calle Naberezhna, 29) hay departamentos de naturaleza, historia prerrevolucionaria, historia moderna y un departamento de fondos.
La estructura del Museo Mykolaiv de historia local incluye:
- Museo del movimiento guerrillero clandestino en Nikolaev en 1941-1944. (Calle Liagina, 6).
- Museo de la Construcción Naval y la Marina (calle Almiranteskaya, 4).
- Museo histórico en la ciudad de Ochákiv.
- Museo «Chispa partisana» en el pueblo de Krimka, distrito de Pervomaiski.
- Museo del distrito de la tradición local en la ciudad de Pervomaisk.

Hoy en día, la «reserva de exposición» del Museo Mykolaiv de historia local es de más de 160 mil piezas distintas. Las unidades de almacenamiento, las más antiguas se relacionan con la era paleolítica tardía, las más recientes, con la época contemporánea. Uno de los más valiosos son los objetos de excavaciones arqueológicas de Olbia y Crimea, armas de los cosacos de Zaporiyia, materiales y artefactos sobre la historia y la formación de Mykolaiv, la industria de construcción naval de la ciudad, etc.

## Galería

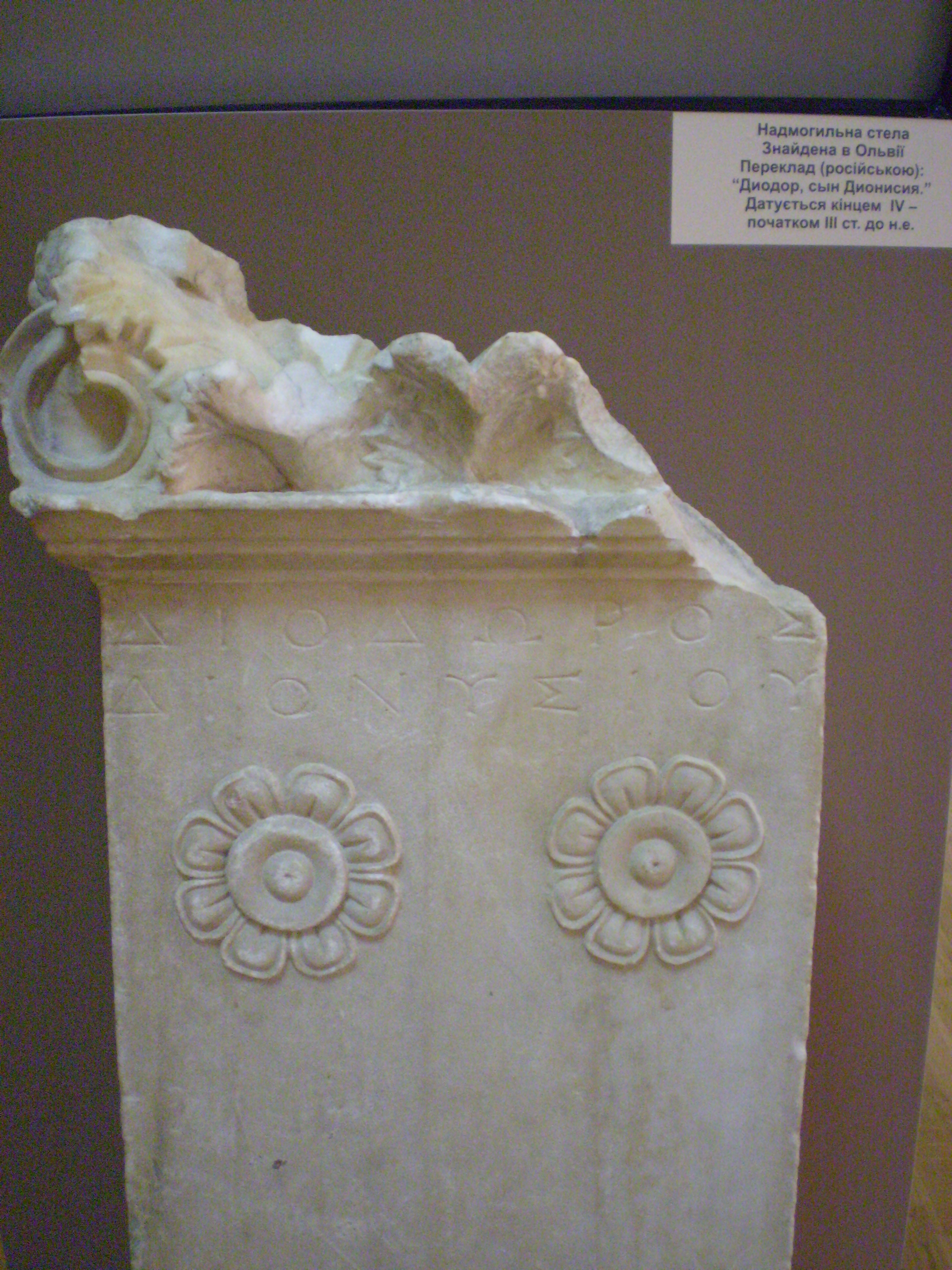
Fragmento de una antigua lápida griega de Olbiópolis. Inscripción «Diodoro, hijo de Dionisio», siglo IV a. C..
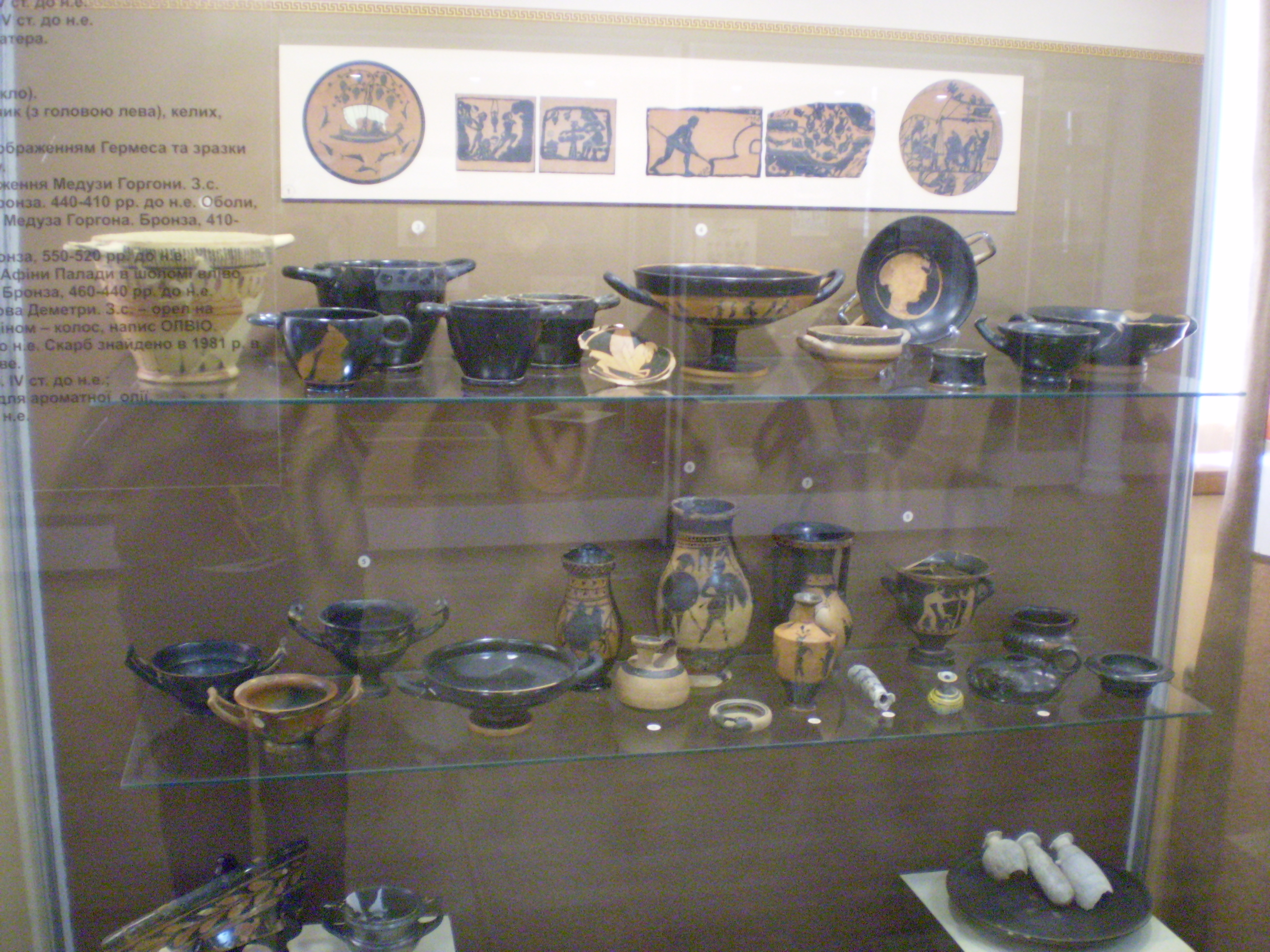
Colección de cerámica griega antigua (foto de 2013).
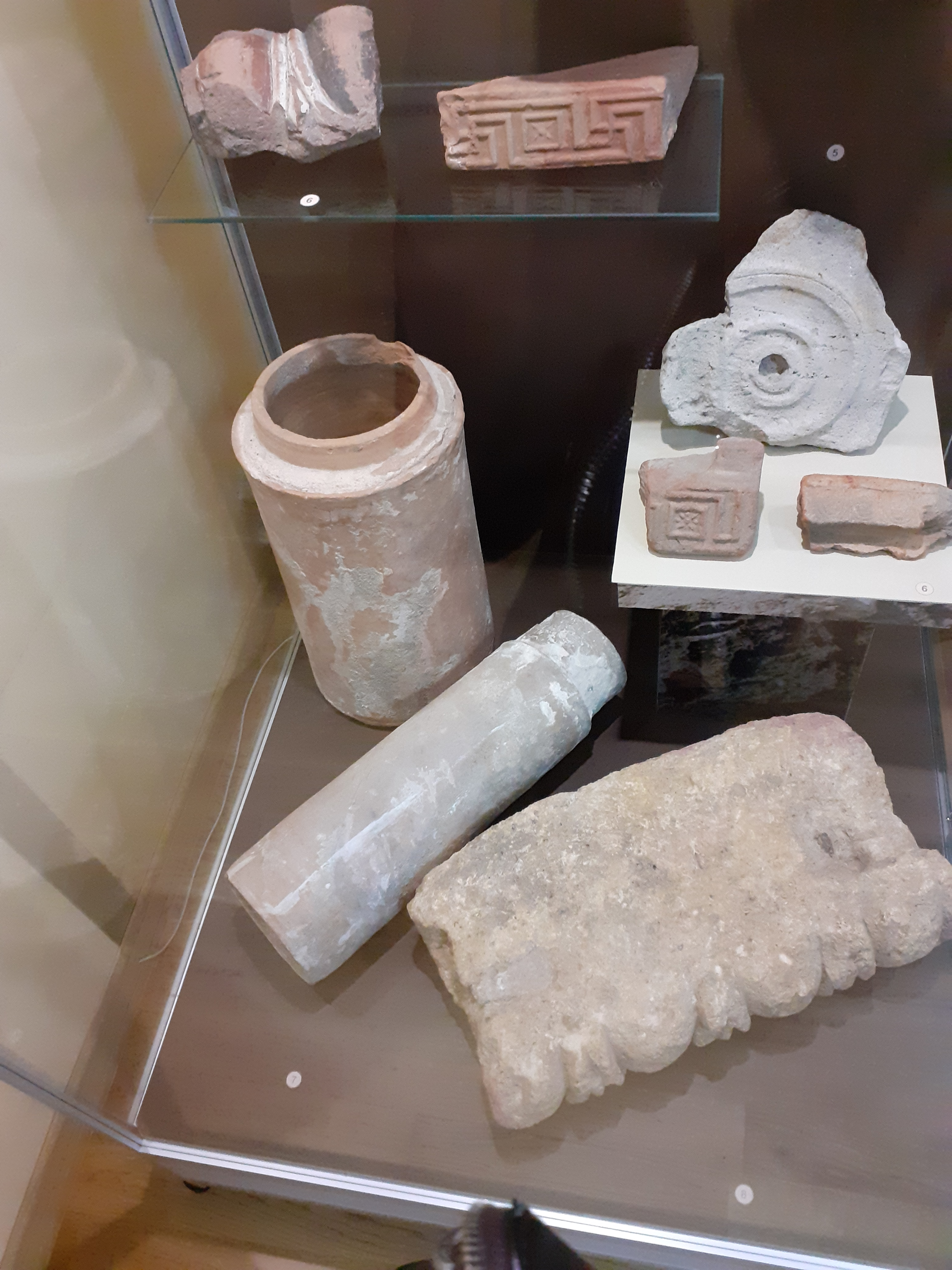
Componentes de antiguas tuberías de agua, Olbia.
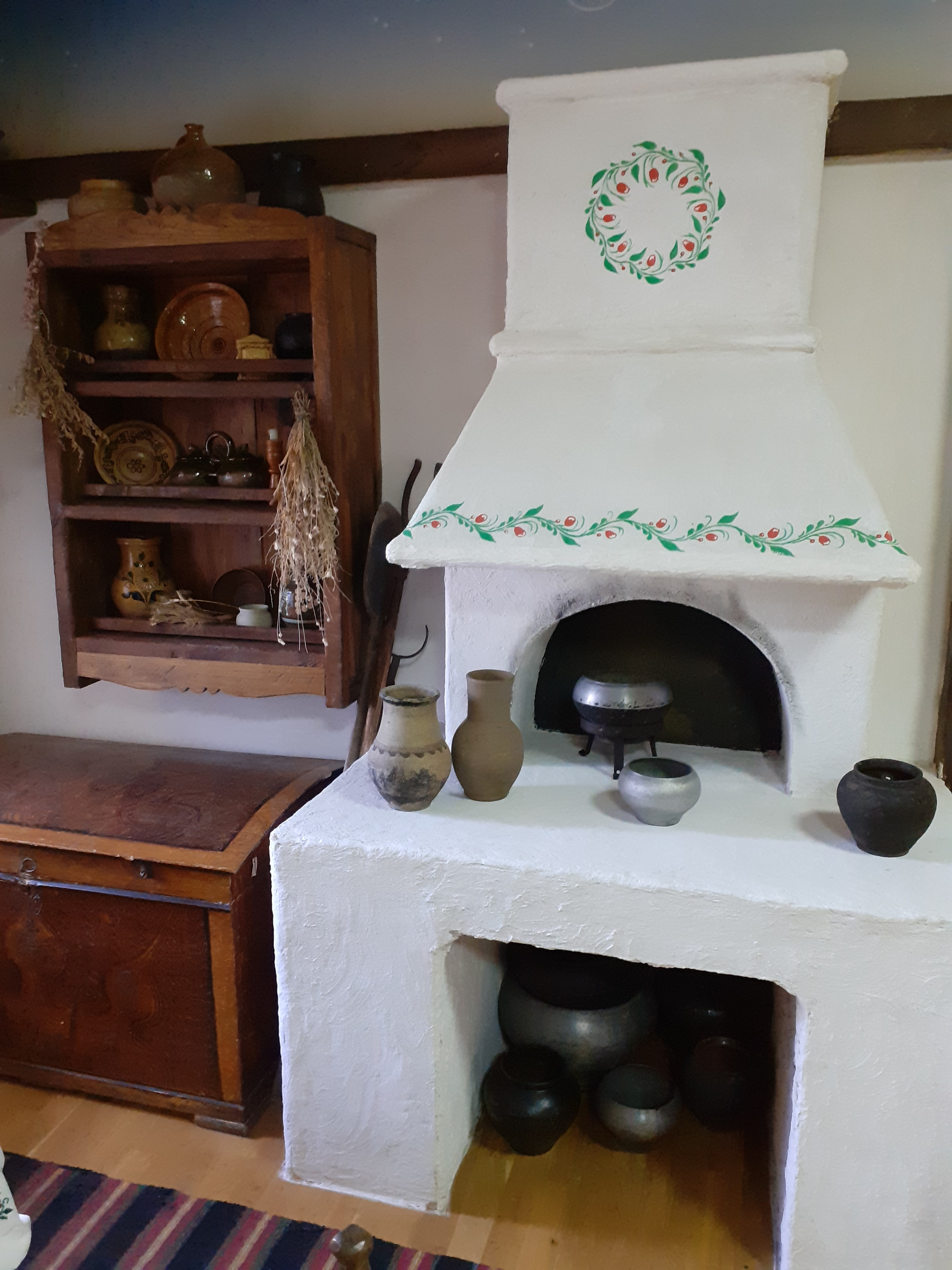
Casa tradicional ucraniana.